# Miron Sima

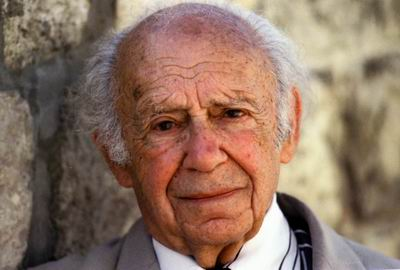
Miron Sima (1973)

Miron Sima (auch Miron Simah oder auch Meron Simah; geboren 22. Januar 1902 in Proskurow, Russisches Kaiserreich; gestorben 20. Dezember 1999 in Jerusalem) war ein israelischer Maler und Grafiker ukrainischer Herkunft.

## Leben
Der Vater Benjamin Sima war ein angesehener Architekt und Kalligraph. Die Eltern boten ihren Kindern eine humanistische Erziehung und förderten früh das Talent von Miron Sima. Doch seine Kindheit prägte vor allem die Zeit schwerer Pogrome und Krieg. 1920 floh die Familie nach einem erneuten Pogrom nach Odessa, Miron Sima begann dort das Kunststudium. 1921 floh er weiter nach Polen, seine Eltern und Geschwister folgten ihm 1922. 1923 wanderten die Eltern nach Palästina aus.
1923 bis 1933 lebte er in Dresden. 1924 begann er sein Studium an der Kunstakademie Dresden, wo er Schüler von Ferdinand Dirsch, Max Feldbauer, Otto Gussmann, Ludwig von Hoffmann und Otto Dix war, dessen Einzelschüler Miron Sima später wurde und mit dem ihn eine lebenslange Freundschaft verband. Es entstand die Holzschnittfolge Der Aufschrei über die Erfahrungen mit den Pogromen. 1926 wurde das Mappenwerk Orientreise über einen Aufenthalt in Palästina herausgebracht, 1927 begann seine Freundschaft mit Lea und Hans Grundig, Paul Berger-Bergner und Otto Griebel. Im Sächsischen Kunstverein beteiligte er sich 1930 mit den Arbeiten Kind am Herd und Dunkle Gasse. 1932 erhielt er gegen den Widerstand der nationalsozialistischen Mitglieder der Dresdner Kunstgenossenschaft den Kunstpreis der Stadt Dresden für das Bild Feilenhauer.
Das Dresdner Adressbuch verzeichnet ihn zuletzt als Mair Sima in der Prager Straße 54.
Nach dem Machtantritt der Nazis 1933 war er Hausdurchsuchungen, Denunziationen und Drohungen ausgesetzt. Schließlich erfolgte noch 1933 seine Ausweisung als Staatenloser und im Sommer emigrierte Miron Sima nach Palästina. Um die Überfahrt bezahlen zu können, konnte er das Bild Feilenhauer verkaufen.
In Palästina lebte er zunächst in Tel Aviv. Ab 1939 arbeitete er als Bühnenbildner für das Theater Habimah und das Ohel-Theater und schloss sich der Haganah an, einer jüdischen Selbstverteidigungsarmee in Israel. Im gleichen Jahr nahm er an der Weltausstellung in New York teil, wenige Monate später wurde er Kunstlehrer u. a. an der Jerusalemer Bezalel-School of Art and Crafts.
1948 beteiligte er sich an der Verteidigung Jerusalems im Israelischen Unabhängigkeitskrieg, 1956 hatte er eine Einzelausstellung im Museum für Moderne Kunst in Haifa.
Als einziger zugelassener Künstler nahm Miron Sima 1961 am Eichmann-Prozess als Gerichtszeichner teil. Die Zeichnungen, die dabei entstanden waren, wurden 1968 zusammen mit Zeugenaussagen als Buch herausgebracht und erlangten Weltruhm. Es gab dazu Ausstellungen in Jerusalem, Tel Aviv und Haifa, 1969 erschien das Buch im Auftrag der Bundesregierung in deutscher Sprache. Die im Prozess entstandenen Filme blieben unter Verschluss und wurden erst in den 2000er Jahren einer breiten Öffentlichkeit bekannt.
1963 wurde Sima zum Ehrenmitglied der Akademie der Künste in Florenz ernannt.
1985 traf er Erhard Frommhold in Ostberlin. Die Möglichkeit einer Ausstellung in Dresden wurde erwogen, doch die Briefe an den Dresdner Oberbürgermeister Gerhard Schill blieben unbeantwortet.
1991 wurde er nach einem Besuch des damaligen Oberbürgermeisters Herbert Wagner im Jerusalemer Atelier zu einer Ausstellung nach Dresden eingeladen, so dass 1991/1992 (und damit erstmals nach 58 Jahren) wieder eine Ausstellung mit Bildern Simas in Dresden (Miron Sima - ein Maler in Dresden und Jerusalem; Galerie Rähnitzgasse) stattfand. Zu dieser Ausstellung konnte auch das Bild Feilenhauer wieder gezeigt werden, das die Erben des früheren Käufers dafür zur Verfügung stellten.
Am 20. Dezember 1999 starb Miron Sima als hochgeehrter Künstler in Jerusalem. „Erhard Frommhold hatte ihn als den Dresdner in Jerusalem bezeichnet, da die Verbindung zu der Stadt, die ihn künstlerisch prägte und deren Kunstentwicklung er selbst mitbestimmt hatte, nie ganz zerrissen waren.“ (Projekt Shalom des CJD)

## Weitere Einzelausstellungen der letzten Jahre (unvollständig)
- 1997: Jerusalem, Muzeon Yiśraʾel („From East from West from Wood. 5 israeli woodcut artists. Jacon Pins, Jacon Steinhardt, Miron Sima, Asaph Ben Menachem, Pamela Levy“)

### Postum
- 2002: Dresden, Villa Eschebach und Gemeindezentrum der Jüdischen Gemeinde zu Dresden; Gera, Kunstsammlung Gera - Kunstverein Gera, und Wuppertal, Stadtsparkasse („Miron Sima 1902 – 1999“)